# Kościół Chrystusa Miłosiernego w Inowrocławiu
Kościół Chrystusa Miłosiernego w Inowrocławiu – rzymskokatolicki kościół parafialny należący do parafii pod tym samym wezwaniem (dekanat inowrocławski I archidiecezji gnieźnieńskiej). Znajduje się w inowrocławskim osiedlu Rąbin.

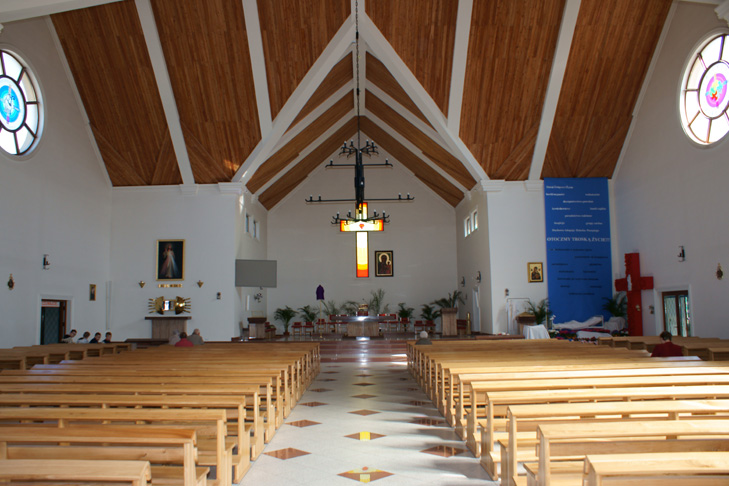
Wnętrze kościoła

Kamień węgielny pod budowę nowego kościoła został wydobyty z jerozolimskiej świątyni „Dominus flevit”  przez kustosza Ziemi Świętej, następnie został poświęcony przez papieża Jana Pawła II podczas pielgrzymki do Bydgoszczy w dniu 7 czerwca 1999 roku. W dniu 1 lipca 2000 roku rozpoczęła się budowa świątyni, z kolei w dniu 20 listopada 2001 roku arcybiskup Henryk Muszyński uroczyście wmurował kamień węgielny. Kościół został zaprojektowany przez poznańskiego architekta Macieja Soczyńskiego. Budowla została konsekrowana w dniu 18 października 2008 roku przez wspomnianego wyżej arcybiskupa Henryka Muszyńskiego. Świątynia została wzniesiona w stylu współczesnym, po prawej stronie głównej fasady jest umieszczona wysoka wieża, charakteryzująca się spadzistym dachem z krzyżem.